# Ota (cartunista)
Otacílio Costa d'Assunção Barros, mais conhecido por Ota (Rio de Janeiro, 4 de julho de 1954 – Rio de Janeiro, 24 de setembro de 2021), foi um cartunista, quadrinista, editor e escritor brasileiro. Era formado em jornalismo pela Universidade Federal do Rio de Janeiro (UFRJ).

## Biografia
Ota ingressou na Editora Brasil América (EBAL) em 1970, permanecendo até o final de 1973, quando entrou para a Editora Vecchi. No mesmo ano, lançou pela editora Górrion três edições totalmente autorais da revista Os Birutas, cujos personagens também foram publicados como tiras diárias no período entre 1972 e 1973. Nessa mesma época colaborou para publicações underground como A Roleta, Vírus e A Mosca.
Em 1974, se tornou o editor responsável pela versão brasileira da revista humorística Mad, também exerceu função similar na revista de terror Spektro a partir de 1977. Com a falência da Vecchi em 1983, porém, ambas deixaram de ser publicadas. Voltou para a EBAL para trabalhar na editoração da Cinemin, uma publicação voltada ao cinema, retornando a seu antigo cargo em 1984 quando a Mad voltou pela Editora Record.
Após um período reunindo em torno de cento e cinquenta quadrinhos eróticos brasileiros impressos na década de 1960 (os chamados "catecismos") publicou pela Record em 1984 o livro O Quadrinho Erótico de Carlos Zéfiro, com uma análise da obra de Carlos Zefiro que ajudou a formar o reconhecimento em torno de seu trabalho.
Em 1994, recebeu o prêmio de Melhor Revista Independente no Troféu HQ Mix, do Rio de Janeiro, pela criação da Revista do Ota, em 1993. O periódico, porém, não foi além do primeiro número. Ainda em 1994, tentou retomar a publicação da Spektro que, devido a problemas de distribuição, teve o mesmo destino da Revista do Ota.
Manteve seu cargo na Mad após uma nova mudança de editora em 2000, quando a revista foi assumida pela Mythos. Em 2005, assinou uma coluna sobre quadrinhos no Jornal do Brasil. Em 2006, começa a publicar a tira Concursino para o jornal Folha Dirigida e editou a revista Eca Magazine, um suplemento da revista Mad da Mythos.
Em março de 2008, após dois anos fora das bancas, a Mad voltou a ser publicada pela Panini. Ota foi convidado a supervisionar o conteúdo nacional da revista, enquanto outro editor ficaria responsável pela adaptação do material internacional. Sete edições depois, motivado por desentendimentos editoriais, Ota deixou o cargo ocupado por ele por 34 anos, perfazendo um total de mais de trezentos volumes publicados. Na mesma época, declarou que iria leiloar toda sua coleção de objetos, artigos e revistas relacionados à Mad.
Foi responsável pela restauração, seleção e tradução das revistas Luluzinha e Recruta Zero da Pixel Media, selo da Ediouro Publicações, também foi responsável pela coleção de álbuns remasterizados de Asterix pela Editora Record.
Em 2016, publicou de forma independente, o e-book A Garota Bipolar - O Começo de Tudo, e a série A Garota Bipolar teve edições impressas em formatinho, vendendo cerca de três mil exemplares. Em junho de 2020, pela Tai Editora lançou um projeto de financiamento coletivo no Catarse de uma coletânea da série. Em junho de 2021, passou a publicar tiras sobre o ambiente universitário no site da Faculdade Campos Elíseos (FCE).
Morreu no dia 24 de setembro de 2021, no Rio de Janeiro, aos 67 anos de idade. Em outubro de 2022, o álbum  A Garota Bipolar - The UltimOta Edition foi publicado postumamente pela Tai Editora.

## Publicações
- O Relatório Ota do Sexo (Barba Negra/Leya, 2010)

- O Quadrinho Erótico de Carlos Zéfiro (Editora Record, 1984)